# KING OF PSYBORG ROCK STAR
『KING OF PSYBORG ROCK STAR』（キング・オブ・サイボーグ・ロック・スター）は、hideのベストアルバム。2004年4月28日発売。発売元はユニバーサルミュージック。

## 内容
- 本作は2004年5月2日で没後6周年に突入するタイミングで発表した。死後3枚目のベストであり、初のDVD付ベストとなっている。
- 過去2作との重複曲は少なく、コアなファン向けのベストとなっているが、オリコンでの累計売上は10万枚を大きく下回った。
- HDCD対応。全曲リマスタリングされている。エンジニアは小泉由香。
- 収録曲の多くが、前曲のアウトロが次曲に僅かに残されていたり、SEなどで曲間をあけることなく繋げて編集されている。

## 収録曲

### CD
1. MISCAST
本曲から「DOUBT (MIXED LEMONed JELLY MIX))」まで、曲間を開けることなく編集されている。
2. DAMAGE
3. DOUBT (MIXED LEMONed JELLY MIX)
4. FROZEN BUG '93 (DIGGERS VERSION)
5. FLAME (PSYENCE FACTION version)
6. Squeeze IT!!
7. POSE (Live at YOYOGI on Oct.20,1996)
本曲から「ピンク スパイダー (Live at YOKOHAMA on Nov.18,1998)」まで、曲間を開けることなく編集されている。
8. BACTERIA
9. OBLAAT (REMIX VERSION)
10. BREEDING
11. ピンク スパイダー (Live at YOKOHAMA on Nov.18,1998)
12. FROZEN BUG (MxAxSxS)
コンピレーション・アルバム『DANCE 2 NOISE 004』より。ちなみに「MxAxSxS」は、hideとLUNA SEAのJ、INORANによって結成されたユニットである。後に『HIDE YOUR FACE』でリテイクされたものとは歌詞・テンポ等が異なる。

### DVD
1. ピンク スパイダー
2. In Motion
3. Junk Story